# 乔治·科亚克
乔治·科亚克（英語：George Kojac，1910年3月2日—1996年5月28日），美国男子游泳运动员。他曾代表美国参加1928年夏季奥林匹克运动会游泳比赛，获得男子100米仰泳和男子4×200米自由泳接力金牌。